# Exoletuncus
Exoletuncus is een geslacht van vlinders van de familie bladrollers (Tortricidae).

## Soorten
- E. exoristus Razowski, 1988
- E. trilobopa (Meyrick, 1926)